# أدامكليسي
أدامكليسي هي قرية تقع في إقليم كونستانتا في رومانيا.

## السكان
حسب إحصائيات 2002 بلغ عدد سكان القرية 2,351 نسمة.

## أعلام
- ماريان دينو